# Metropolia Hangzhou
Metropolia Hangzhou – metropolia Kościoła rzymskokatolickiego w Chińskiej Republice Ludowej. Erygowana w dniu 11 kwietnia 1946 roku. W skład metropolii wchodzi 1 archidiecezja i 4 diecezje.
W skład metropolii wchodzą:
- Archidiecezja Hangzhou
  - Diecezja Lishui
  - Diecezja Ningbo
  - Diecezja Taizhou
  - Diecezja Yongjia